# Óutara
Óutara (llamada oficialmente Santa María de Óutara) es una parroquia y una aldea española del municipio de Puebla del Brollón, en la provincia de Lugo, Galicia.

## Geografía
Se encuentra en el extremo norte del municipio de Puebla del Brollón, constituyendo un entrante dentro del municipio de Incio. Se trata de una zona montañosa, con altitudes superiores a los 700 m en el entorno del monte de Óutara e inferiores a los 450 m junto al río Cabe. 
Limita con las parroquias de Eirexalba e Incio por el norte, al sur con Canedo y Ferreirúa, por el este con Hospital y San Pedro de Incio, y por el oeste con Layosa.
| Noroeste: Eirexalba (Incio)    | Norte: Eirexalba (Incio) | Noreste: Incio (Incio)                      |
| Oeste: Layosa (Incio) y Canedo |                          | Este: Hospital y San Pedro de Incio (Incio) |
| Suroeste: Canedo               | Sur: Canedo y Ferreirúa  | Sureste: Ferreirúa                          |

El único río que baña el territorio es el Cabe, que pasa por Biduedo y recibe las aguas de dos riegos, Paraxes y Córnea, dentro de los límites de la parroquia.

## Organización territorial
La parroquia está formada por ocho entidades de población, constando dos de ellas en el nomenclátor del Instituto Nacional de Estadística español:
- Biduedo
- Óutara
  - Airavella (A Aira Vella)
  - Bruñeira
  - O Couto
  - Óutara
  - Porvenza
  - Pumar (O Pumar)
  - Rúa do Pozo (A Rúa do Pozo)

## Demografía

### Parroquia
| Gráfica de evolución demográfica de Óutara (parroquia) entre 2000 y 2020 |
|                                                                          |
| Datos según el nomenclátor publicado por el INE.                         |

### Aldea
| Gráfica de evolución demográfica de Óutara (aldea) entre 2000 y 2020 |
|                                                                      |
| Datos según el nomenclátor publicado por el INE.                     |

## Patrimonio
- Iglesia de Santa María.
- Cueva de las Choias.
- Castro da Xunqueira.

## Festividades
Las fiestas de la parroquia se celebran, en honor a la Virgen del Carmen, el primer fin de semana de agosto.